# Astomaspis violaceipennis
Astomaspis violaceipennis là một loài tò vò trong họ Ichneumonidae.